# Acronicta eldora
Acronicta eldora là một loài bướm đêm trong họ Noctuidae.